# NGC 6331
NGC 6331 este o galaxie situată în constelația Ursa Mică. A fost descoperită în 20 decembrie 1797 de către William Herschel.